# Говор мржње
Говор мржње је свака комуникација која омаловажава особу или групу на основу неких карактеристика као што су раса, боја коже, етничка и национална припадност, пол, сексуална оријентација, религија и друге карактеристике. Као синоним за говор мржње користи се израз језик мржње. Међутим, израз језик мржње првенствено се везује за испољавање духа нетолеранције посредством медија, док се говор мржње везује за јавне иступе у осталим каналима комуникација, формалним и неформалним.
По закону, говор мржње је сваки говор, гест, понашање, писање или приказивање које је забрањено јер не сме да подстиче насиље и предрасуде против заштићеног појединца или групе, или зато што омаловажава и застрашује заштићеног појединца или групу. У литератури се као говор мржње квалификују изјаве које застрашују, вређају или узнемиравају појединце или групе или изјаве које позивају на насиље, мржњу или дискриминацију појединца или групе.
Законом се могу идентификовати заштићени појединци и групе по раси, полу, етничкој и националној припадности, сексуалној оријентацији, вери и другим карактеристикама. 
У неким земљама, жртва говора мржње може тражити накнаду према грађанском праву, кривичном праву или по основу оба права.
Негативан став који се креира говором мржње према одређеном појединцу или групи не мора нужно да води ка физичком насиљу нити је крајњи циљ говора мржње.
Суштинска претња изражавању мишљења са елементима говора мржње је у томе што порука која се оваквим изражавањем шаље грађанима, има за циљ да изазове одређене негативне последице по одређено лице односно групу лица у зависности од његовог/њиховог личног својства или припадности одређеној групи, што се може манифестовати кроз: 
1. стварање презира према одређеном лицу или групи;
2. стварање негативног стереотипа према одређеном лицу односну групи;
3. подстицање дискриминације и непријатељства;
4. осуду околине према одређеном лицу или групи;
5. изазивање осећања несигурности и страха код одређеног лица/или припадника одређене групе;
6. наношење физичких и психичких болова одређеном лицу односно припаднику одређене групе;
7. упућивање претњи одређеном лицу односно групи;
8. подстицање и изазивање насиље према одређеном лицу или групи;
9. стварање осећаја код великог дела грађана да је такво понашање према одређеном лицу/групи друштвено пожељно и оправдано;
10. изазивање осећаја код широког круга грађана да ће такво понашање бити толерисано, и неће бити предмет одговорности.[5]

Лично својство одређеног лица односно припадност одређеној рањивој групи је од суштинског значаја за одређивање појма говора мржње. Порука изражена у говору мржње усмерена је увек на лично својство или специфичности својства угрожене групе. Та лична својства су:
1. раса
2. национална или етничка припадност
3. вероисповест
4. језик
5. пол
6. сексуална оријентација
7. способности - физичке, интелектуалне; неуро-атипичности (адхд, аутизам); физичко и ментално здравље
8. друштвено порекло
9. друго лично својство;

## Упоредно - правно искуство у неким европским земљама

### Говор мржње уСрбији
- Устав Србије гарантује слободу говора, и декларише да се може ограничити законом, ради заштите права и угледа других. Због међуетничких сукоба током последње деценије 20. века, српске власти су веома ригорозне по питању говора мржње заснованог на националној, расној и верској основи. За изазивање националне, расне и религијске нетрпељивости и ширење говора мржње предвиђена је казна од 6 месеци до 10 година затвора.[6]

У развијеним европским државама мере које су усвојене у Савету Европе спроводе се на националном нивоу.

### Немачка
Немачки кривични закон садржи веома прецизне одредбе против говора мржње па је тако кажњиво свака дистрибуција пропагандног материјала „неуставних“ организација као што су неонацистичке странке, употреба симбола таквих организација, позивање на мржњу и насиље против одређених група, те одобравање, негирање или умањивање геноцида, скрнављење успомена на мртве. Важно је нагласити да у Немачкој постоји и стална телефонска линија на коју грађани могу пријавити нападе неонацистичких група, те стални надзор над Интернет страницама са расистичким садржајем. (European Commission against Racism and Intolerance, Second Report on Germany, Strasbourg, 3 July 2001).

### Велика Британија
У Великој Британији постоји низ закона којима се регулише и говор мржње и расизам. Закон о јавном реду (Public Order Act) забрањује вербално и свако друго насиље, штампање и дистрибуцију материјала које подстиче на расну мржњу. Ово се односи и на музику и на филм. Закон о расним односима (Race Relations Act) забрањује и „свесно или несвесно давање расистичких изјава којима се оправдава дискриминација“, док Закон о фудбалским прекршајима (Football Offences Act) забрањује расистичко навијање (European Commission against Racism and Intolerance: Legal Measures to Combat Racism and Intolerance in the Member States of the Council of Europe, Strasbourg, 2002).

### Италија
У Италији је Уставом забрањена фашистичка странка, а у неколико закона који се односе на ову област забрањено је ширење идеја које се заснивају на расној мржњи и супериорности, и позивању на расну припадност. Етничко и друго насиље или провокацију, групе или организације са таквим циљевима, употреба њихових симбола на спортским манифестацијама, као и оправдавање фашизма и геноцида. (European Commission against Racism and Intolerance: Legal Measures to Combat Racism and Intolerance in the Member States of the Council of Europe, Strasbourg, 2002). С обзиром да и поред ових забрана неке странке користе расистичке поруке у јавној комуникацији ECRI је препоручио да се уведу и неке ad hoc мере којима би се спречила употреба говора мржње.(ECRI: Second Report on Italy, Strasbourg, 23 April 2002).

### Француска
У Француској су кажњиви дискриминација, мржња и насиље на основу порекла, правдање злочина против човечности извршених у Другом светском рату од стране сила Осовине, ношење униформи и амблема који подсећају на личности одговорне за злочине против човечности. Француска која прописује најстроже мере против говора мржње предвиђа чак и забрану нејавних подстицања на дискриминацију, мржњу или расно насиље. (European Commission against Racism and Intolerance: Legal Measures to Combat Racism and Intolerance in the Member States of the Council of Europe, Strasbourg, 2002).

### Хрватска
Најзначајнији помак у вези са забраном дискриминације учињен је 2006. године, када је изменама хрватског Кривичног закона уведен злочин из мржње као кривично дело. Злочин мржње је квалификовани облик кривичног дела почињеног из мржње због припадности одређеној раси, због боје коже, пола, сексуалне оријентације, језика, вере, политичког или другог уверења, националног или социјалног порекла, имовинског статуса, рођења, образовања, друштвеног положаја, животног доба, здравственог статуса или других особина.

## Говор мржње умедијима
Како је прошлост показала, говор мржње има далекосежне последице, а нарочито када је реч о медијском пропагирању рата или насиља, односно злоупотреби медија за пропагирање рата и насиља. Државе које законима забрањују говор мржње разликују се у погледу онога што је забрањено. У Препоруци бр. Р(97) 20 Комитета министара државама чланицама о говору мржње, израз говор мржње подразумева све облике изражавања који, шире распирују, подстичу или правдају расну мржњу, ксенофобију, антисемитизам или друге облике мржње засноване на толеранцији, укључујући и нетолеранцију изражену у форми агресивног национализма и етноцентризма, дискриминације и непријатељства према мањинама, мигрантима и људима имигрантског порекла.

### Моћ медија
Независно који се метод користи – осуда и санкционисање говора мржње или позитивна обавеза државе и друштва у промовисању различитости, једно је увек присутно, а то је потенцирање важности улоге медија. Због своје улоге у информисању јавности и креирању јавног мњења, медији су ти који имају једнаку моћ да саучествују у креирању или чак сами креирају атмосферу нетрпељивости или насиља између појединих група, али и да промовишу толеранцију као основ сваког уређеног друштва и неопходан предуслов за развој личности појединца.
Колико су медији важни за друштво у неговању и промоцији толеранције или, потпуно супротно, подстицању или распиривању нетрпељивости, мржње и насиља, говоре, нажалост, догађаји 90-их година са подручја некадашње СФР Југославије и улога појединих медија у, ако не отвореном подржавању злочина и ширењу нетрпељивости, онда непрофесионалном извештавању о догађајима из тог времена. Истовремено, сукоби су дали повода за велики број реакција међународне и европске заједнице.